# Oxider

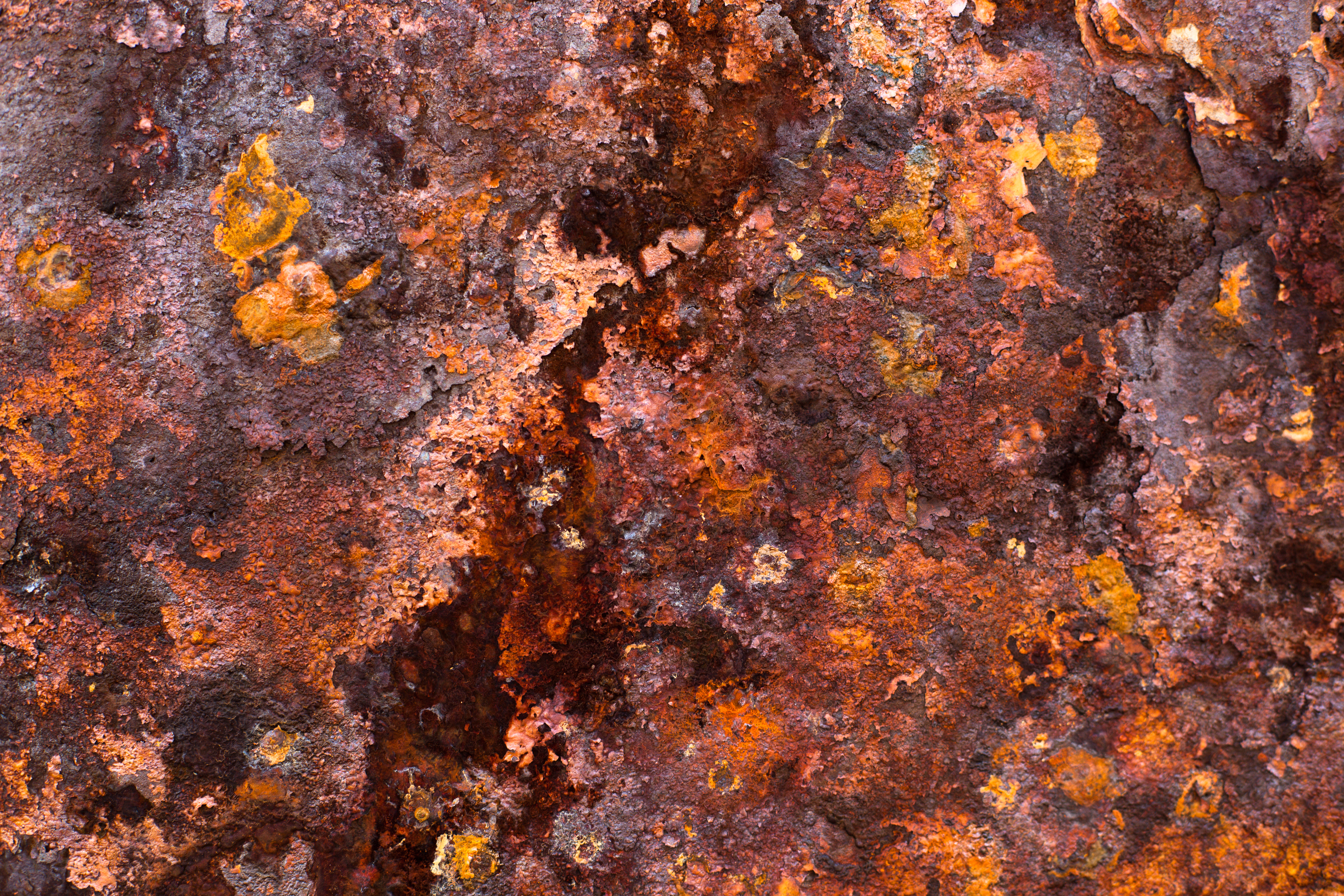
Rost

Oxider (från franskans oxyde, från oxygène - syre) kallas vissa typer av kemiska föreningar där grundämnet syre ingår. För att en förening skall kallas oxid behöver dessutom syret vara den elektronegativa beståndsdelen. De flesta grundämnen kan bilda oxider, dock inte halogenerna[källa behövs] och de lättaste ädelgaserna. Ett exempel på en oxid är rost (ofta en blandning av järnoxider, men främst bestående av hematit). Olika typer av oxider förekommer normalt och rikligt i naturen, från människokroppen till jordskorpan, och är även vanliga beståndsdelar i fast materia överhuvudtaget i universum.[källa behövs]
Exempel på oxider som finns som mineral på jorden: Hematit Fe2 O 3, Kvarts SiO2, Magnetit Fe3O4, Pyrolusit MnO2, Rutil TiO2. Även dubbla oxider förekommer i naturen, exempel kromit FeCr2O4.
Exempel på kemiska föreningar som inte kallas oxider fastän syre ingår är fluorider, detta eftersom fluor är mer elektronnegativ än syre, ett exempel är syredifluorid, OF2. Peroxider och superoxider innehåller mer syre än den normala oxiden exempel: väteperoxid=vätesuperoxid H2O2, bariumperoxid BaO2 , kaliumperoxid K2O2, kaliumsuperoxid KO2.
Det finns exempel på oxider som inte har någon enkel sammansättning exempelvis blå wolframoxid som innehåller både W(IV) och W(V), samt violett wolframoxid W18O49. Ett exempel på en icke stökiometrisk oxid är Cu2O som ofta har något lägre kopparinnehåll än vad formeln anger.
En del oxider har olika färg beroende på temperatur och framställningsmetod. Ett exempel är V2O5.
Ferromagnetiska vid rumstemperatur är Fe3O4 och CrO2.
Exempel på halvledande oxider är ZnO SnO2 och CdO.

## Oxiders kemi
Oxider skapas ofta genom en kemisk process som kallas oxidering.
Oxider kan skapas på många sätt exempel: CaCO3→CaO + CO2 vid 800oC. MgCO3 →MgO + CO2 vid 400oC, Os + 2 O2 →OsO4 vid 400oC, Hg(NO3)2 → HgO + NO2 + ½ O2, När metaller löses i salpetersyra bildas ofta en blandning av de båda oxiderna NO och NO2, den senare dimeriseras delvis till N2O4.
En del oxider sönderfaller vid upphettning exempel: 3 PbO2 → Pb3O4 + O2 vid 375oC, 2 HgO → 2 Hg + O2 vid 500oC.
Lösliga i vatten: De flesta oxider är svårlösliga i vatten. Starkt basiska oxider som bariumoxid BaO och litiumoxid är lättlösliga under bildning av hydroxider. Starkt sura oxider är lättlösliga under bildning av syror exempel CrO3, P2O5 och SO3. Svagt sura oxider som SO2, As2O3 och CO2 har vanligtvis mindre vattenlöslighet. Klordioxid ClO2 protolyseras inte vid upplösning i vatten.
Lösliga i syror och baser:En del oxider är amfotera och löses både av syror och baser exempelvis zinkoxid ZnO.
Lösliga i baser men ej i syror exempel WO3. En del oxider löses av smälta alkalier(NaOH, KOH, K2CO3) exempel på sådana oxider är: PbO2, GeO2 och SiO2.
Många metalloxider reagerar med vätgas i värme under bildning av metall. Några undantag är CeO2 → Ce2O3, WO3 → WO2 och V2O5 → V2O3
På grund av grundämnenas elektronegativitet kan man se en principiell skillnad mellan å ena sidan oxider av metaller, å andra sidan oxider av icke-metaller (och vissa övergångsmetaller).
De förstnämnda bildar jonföreningar med syre som anjon (negativ jon), som i hög grad påminner om salter där anjonen kommer från en syra (enligt Arrhenius definition). De är fasta ämnen med hög smältpunkt och ger när de löses i vatten en basisk reaktion. De kallas därför även basiska oxider. En oxidjon har en negativ laddning på 2-. Därför har ska den ha motsvarande katjoner (positiva joner) för att föreningen ska bli neutral. Exempelvis består magnesiumoxid av lika många magnesiumjoner (med en laddning på 2+) och oxidjoner.

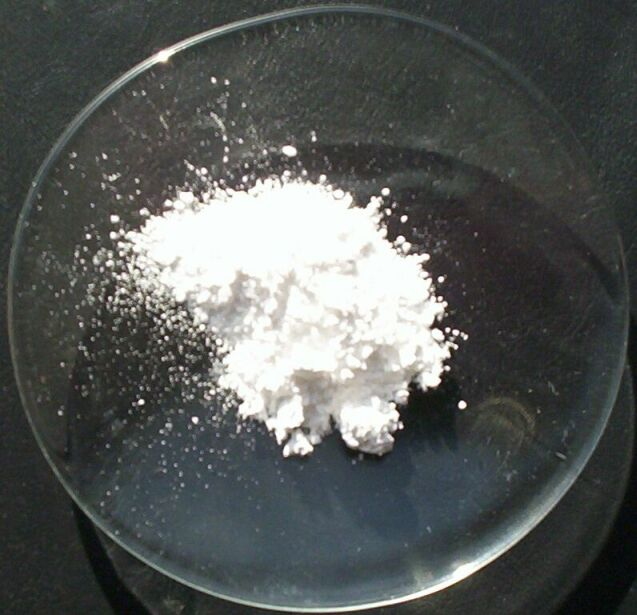
Magnesiumoxid

Icke-metalloxiderna hålls samman av kovalenta bindningar. Det bildar därför oftast små molekyler, som vid rumstemperatur utgör en gas eller vätska. När de löser sig i vatten får man en sur reaktion, varför de kallas sura oxider. En av de mest välkända icke-metalloxiderna är vatten, som är diväteoxid.
En del metaller bildar både sura och basiska oxider exempel: mangan MnO basisk Mn2O7 sur, krom Cr2O3 basisk , CrO3 sur.
Vissa halvmetaller som kisel, och övergångsmetaller som kvicksilver bildar med syreatomer kovalenta kedjor eller nätverk. Ett exempel på de sistnämnda är de silikater som utgör huvuddelen av jordskorpan.
Kolföreningar som innehåller syre kallas vanligtvis inte oxider, men några undantag finns, till exempel epoxider.[källa behövs]

## Bilder
Nedan visas några olika metalloxider. Färgerna beror på metallernas olika elektronkonfigurationer.

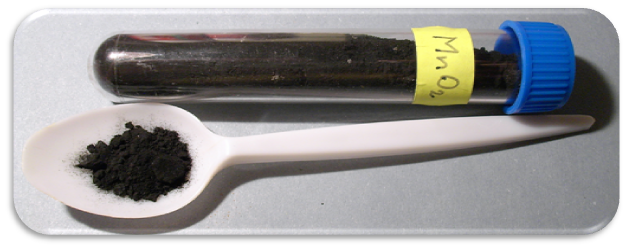
Mangan(IV)oxid (MnO2)
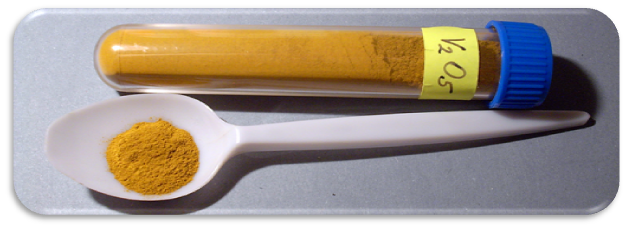
Vanadin(V)oxid (V2O5)
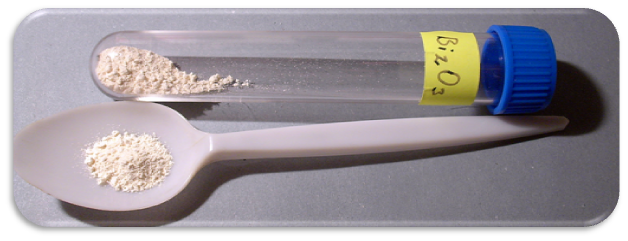
Vismut(III)oxid (Bi2O3)
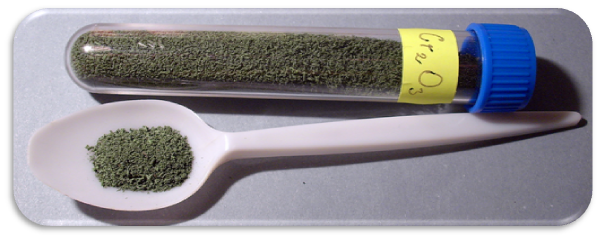
Krom(III)oxid (Cr2O3)